# 麻丘めぐみBOX 72-77
『麻丘めぐみBOX 72-77』（あさおかめぐみボックス 72-77）は、麻丘めぐみのCD-BOX。2003年11月21日発売。発売元はビクターエンタテインメント。規格品番はVICL-61241/4。2008年12月17日に再発売された。

## 解説
麻丘めぐみが歌手デビュー30周年を迎えたにあたり発売された、初めてのCD-BOX。「不滅のアイドル・最強伝説 びっぷ!シリーズ」の第2弾（第1弾は9月21日リリースの桜田淳子『桜田淳子BOX〜そよ風の天使〜』）と銘打っている。全4枚のCDが収められており、初CD化音源も多数収録されている。
- Disc 1とDisc 2は、シングル・コレクション。1972年から1974年と1975年から1977年に分け、アナログ・レコードのA面/B面曲が完全収録された。
- Disc 3とDisc 4は、『夢ひらくリサイタル』（渋谷公会堂における1973年9月25日公演実況録音盤）と『20歳 麻丘めぐみリサイタル』（中野サンプラザにおける1975年10月11日公演実況録音盤）、2枚のライブ録音盤がCD化された。

全シングルのジャケット裏表面、カラー・ポートレート写真、歌詞、巻末にディスコグラフィが掲載されたブックレット付。初回特典としてオリジナル・ポストカード3枚が封入された。その3枚のうち1枚は、2009年1月21日に発売されたベスト・アルバム『GOLDEN☆BEST 麻丘めぐみ』（VICL-63214/5）のディスクジャケット写真として使用されている。なお、ライブ収録曲の歌詞は未掲載である。
限定生産盤のためしばらく入手困難であったが、歌手デビュー35周年を迎えた2008年に再び限定で再発売された。1970年代以降にもシングル盤を数枚発表しているが、それらは未収録。

## 収録曲
| CD - Disc.1     | シングルズ |
| 1972年 - 1974年 | 01. 芽ばえ 02. 素晴らしき16才 03. 悲しみよこんにちは 04. もしかしたら 05. 女の子なんだもん 06. 見果てぬ夢 07. 森を駈ける恋人たち 08. そよ風のテラス 09. わたしの彼は左きき 10. ひとりの私 11. アルプスの少女 12. ヘイ・ミスター 13. ときめき 14. グッド・バイ 15. 白い部屋 16. ウェディング・ドレス 17. 悲しみのシーズン 18. ひまわりの花 19. 雪の中の二人 20. 恋にゆれて                              |
| CD - Disc.2     | シングルズ |
| 1975年 - 1977年 | 01. 水色のページ 02. 風邪をひいた彼 03. 恋のあやとり 04. すみれの便箋 05. 美しく燃えながら 06. 夏の終わりに来た手紙 07. 白い微笑 08. 青いコーヒー・カップ 09. 卒業 10. 20才 11. 夏八景 12. 黄昏のテラス 13. 夜霧の出来事 14. 風暦 15. 銀世界 16. 映画のあとで 17. ねえ 18. 原宿グラフィティ |
| CD - Disc.3     | ライヴ |
| 1973年録音      | 01. オープニング 02. わたしの彼は左きき 03. 花のメルヘン 04. 白いブランコ 05. 友だちでいたかった 06. スウィート・キャロライン 07. この広い野原いっぱい 08. アローン・アゲイン 09. 手紙 10. 愛の休日 11. 幸せをありがとう 12. 芽ばえ 13. わたしの彼は左きき 14. 今日の日はさようなら |
| CD - Disc.4     | ライヴ |
| 1975年録音      | 01. オープニング 02. 芽ばえ 03. 森を駈ける恋人たち 04. アルプスの少女 05. わたしの彼は左きき 06. 悲しみのシーズン 07. 雪の中の二人 08. 夢の中に君がいる 09. ラ・マンマ 10. 恋のあやとり 11. 美しく燃えながら 12. 白い微笑 13. シェルブールの雨傘 14. 白鳥の詩 15. 悲しき雨音 16. 愛の休日 17. イフ 18. リベルテ・モナムール 19. フィーリング・メドレー 〜Happy Birthday To You・芽ばえ・フィーリング〜 |

## 関連作品
- この広い野原いっぱい - 森山良子の楽曲
- アローン・アゲイン - ギルバート・オサリバンの楽曲、本アルバムでは日本語歌詞で歌われている
- スウィート・キャロライン - ニール・ダイアモンドの楽曲。南沙織もアルバム『純潔/ともだち』（1972年）でカヴァーしている。
- 今日の日はさようなら - 本田路津子や森山良子らが歌唱した楽曲
- シェルブールの雨傘 - 1964年の映画の主題歌